# SEAT Ronda
El SEAT Ronda és un automòbil de turisme del segment C produït pel fabricant SEAT des de 1982 fins a 1986. El model és una versió redissenyada del SEAT Ritmo; és a dir, del Fiat Ritmo.
Inicialment el Ronda equipava els motors del Seat Ritmo, que no eren els originals del Fiat Ritmo, sinó els de 1197, 1438 i 1592cc d'origen Fiat 124.
Després del trencament amb Fiat, Seat va encomanar a Porsche uns nous motors de 
1193cc/ 63cv i 1461cc/ 85cv, anomenats System Porsche. A més, el Ronda sempre va equipar el motor Diesel Lampredi de 1714cc de la primera generació del Fiat Ritmo.
En 1984 es va aparèixer el Ronda Crono 2000, la versió més potent del Ronda, amb el motor de doble arbre d'origen Fiat. D'aquesta versió es va comercialitzar un nombre reduït d'unitats.
El carrosser català Emelba va realitzar una versió furgoneta del Ronda, que també s'oferia com a pickup. Emelba també va presentar un projecte de Ronda Familiar que mai va arribar a produir-se. Un altre carrosser gallec, Imesa va produir uns derivats semblants del Ronda, aquesta vegada la caixa posterior no estava fabricada amb xapa com la d'Emelba, sinó amb fibra de vidre.